# Museo Regional de la Cerámica
El museo regional de la cerámica ubicado en Tlaquepaque, Jalisco, México, se encuentra localizado en la calle Independencia en el centro de la ciudad. El museo es uno de los dos principales museos de cerámica en la ciudad. Fue creado en 1954 para preservar y promover las artesanías de los indígenas de Jalisco, especialmente las cerámicas. Aunque el museo hace énfasis en la tradición cerámica, este incluye una sala dedicada al arte huichol y alberga distintos eventos de artesanías y cultura indígena.

## Historia y construcción
El museo se fundó originalmente en 1954 por el Instituto Nacional de Antropología e Historia para promover y preservar  las artesanías indígenas con énfasis en la cerámica. La colección original fue organizada por la historiadora Isabel Marín de Paalen, trabajando bajo la dirección de Daniel F. Rubin de la Borbolla, uno de los especialista más importantes del arte popular en México, director y fundador del Museo Nacional de Artes e Industrias Populares (INI-INAH, 1951). En el año 2008, el museo albergó un evento llamado "México Indígena en el corazón de Jalisco", el cual mostró una gran cantidad de obras de la comunidad indígena, exhibiciones, conferencias, entre otros. En el 2011, la Comisión Nacional para el desarrollo de los pueblos indígenas le facilitó  al museo 2400 piezas de arte indígena. La piezas fueron seleccionadas de modo tal que permitían reflejar algunas de las variadas culturas indígenas presentes en México.
El edificio que contiene el museo se encuentra localizado en la calle Independencia, que es el centro de Tlaquepaque. Este edificio comenzó como una hacienda que data de la era Colonial. Este edificio fue construido  en el siglo XIX y era propiedad de Jose Francisco Velarde de la Mora, quien ganó el nombre de "Burro de Oro" durante su vida. La hacienda ahora es un monumento histórico, se convirtió en museo en 1954, convirtiendo varios de los cuartos en pasillos de exhibición. El propósito principal del museo es el rescate, preservación y promoción de las principales artesanías de Jalisco, en especial de las cerámicas. El edificio esta rodeado por una gran cantidad de vendedores ambulantes de origen indígena, los cuales se encargan de vender sus artesanías. Estos vendedores varían semana a semana y usualmente son indígenas nahuas y wixarika. Asimismo otras culturas como la mixteca, la triqui, la purépecha, la mazahua y la otomi han sido invitadas a participar como vendedores con sus artesanías.

## La colección
El museo exhibe piezas cerámicas y otras manualidades de varias partes de México, pero se enfoca  principalmente en las piezas cerámicas del estado de Jalisco, como Tonalá, Santa Cruz de las Huertas, El Rosario, Tlaquepaque, Zalatitlán y Tateposco. Estas áreas se concentran principalmente en el valle de Atemajac, excepto por aquella realizadas cerca de la montaña Sayula, esto debido a la calidad.